# Elena Zeid Cecilia
Elena Zeid Cecilia es una deportista argentina de la especialidad de tiro olímpico que fue campeona suramericana en Medellín 2010.

## Trayectoria
La trayectoria deportiva de Elena Zeid Cecilia se identifica por su participación en los siguientes eventos nacionales e internacionales:

### Juegos Suramericanos
Fue reconocido su triunfo de ser la quinta deportista con el mayor número de medallas de la selección de  Argentina en los juegos de Medellín 2010.

#### Juegos Suramericanos de Medellín 2010
Su desempeño en la novena edición de los juegos, se identificó por ser la quincuagésimo novena deportista con el mayor número de medallas entre todos los participantes del evento, con un total de 4 medallas:

- , Medalla de oro: 10 m Rifle de Aire Equipo Mujeres
- , Medalla de oro: Tiro Deportivo 50 m Rifle 3 Posiciones Equipo Mujeres
- , Medalla de plata: Tiro Deportivo Rifle 3 posiciones 50 m Mujeres
- , Medalla de bronce: Tiro Deportivo Rifle de Aire 10 m Mujeres